# Пробовідбирач ківшевий

Пробовідбирач ківшевий (рос. пробоотборник ковшовый, англ. scoop sampler, Simplex sampler, нім. Schaufel-Probe(ent)nahmegerät n) — пробовідбирач, призначений для відбору проб сипких матеріалів крупністю до 150—300 мм у місцях їхніх перепадів.
Конструктивно пробовідбирач є ланцюговим ківшевим конвеєром. 1. На дві пари коліс-зірочок поміщені замкнені ланцюги, до яких прикріплені один або два ковші-відсікачі 2. Відбір порції відбувається в момент перетинання потоку досліджуваного матеріалу ковшем, що з заданою швидкістю рухається на верхній гілці пробовідбирача. При огинанні зірочки порція вивантажується у збірник 3. Розміри ковша повинні забезпечити перетинання усього потоку матеріалу і розміщення усієї маси відібраної порції. Ківшеві пробовідбирачі можуть функціонувати як в автоматичному режимі, так і на ручному управлінні.